# José Javier Gómez Somavilla
José Javier Gómez Somavilla (Erandio, 7 de octubre de 1968) es un exfutbolista español retirado que comenzó jugando en el filial del Athletic Club, el Bilbao Athletic, en 1989, y defendió los colores del Córdoba C. F., Real Jaén, Granada 74, Écija Balompié y Úbeda CF, en donde colgaría las botas en 2003.

## Trayectoria
Comenzó jugando al fútbol en las categorías inferiores del Athletic Club, desde que entró en la cantera de Lezama, cuando ingreso en la edad de alevín, hasta 1988, donde da el salto al segundo equipo rojiblanco, qué esa temporada militaría en Segunda División B de España.
Con tan solo 20 años, en su primera temporada con el filial bilbaíno, consigue el campeonato de liga del grupo I de Segunda B, con 59 puntos y el ascenso a Segunda División. Hace su debut en Segunda B, con el Bilbao Athletic, el 11 de septiembre de 1988, en el partido que le enfrentó a la Cultural de Durango, en la segunda jornada de liga. En su primera temporada disputó un total de 30 partidos, haciendo un gol.
Su debut, con el Bilbao Athletic, en Segunda, se produce en la primera jornada de liga, el 2 de septiembre, de 1989, en el Campos de Sport de El Sardinero, frente al Racing de Santander, entrando de titular y jugando los noventa minutos del partido, que terminó con victoria del filial bilbaíno 1-2, en su primera temporada en segunda con el filial rojiblanco, obtiene el tercer puesto de la clasificación, con 45 puntos, sin poder ascender a primera, por la condición de filial. Con el Bilbao Athletic, disputará tres temporadas en Segunda División. Disputó 35 partidos de liga, consiguiendo un gol. 
Ya en su tercera temporada en el Bilbao Athletic, segunda consecutiva en Segunda A, jugará 35 partidos de liga, quedando 13.° clasificado, con 36 puntos. En su última temporada en Bilbao, con el filial, juega un total de 22 partidos, acumulando un total de 1933 minutos jugados. Marcó su único gol en Segunda División, con el filial bilbaíno, el 30 de diciembre de 1989, en la 17 jornada, frente al U. E. Figueres.
Con el Bilbao Athletic, jugó 4 temporadas, 3 en Segunda y 1 en Segunda B, jugando un total de 124, partidos oficiales, con la camiseta rojiblanca, marcando dos goles. Jugó su último partido con la elástica bilbaína, el 24 de mayo de 1992, en Bilbao, frente a la CE Sabadell. Es uno de los pocos futbolistas que han pasado por la cantera de Lezama y no han debutado nunca con el Athletic Club. En Bilbao, tuvo como entrenadores a Txetxu Rojo, Iñaki Sáez o Fidel Uriarte.
En la primavera de 1992, deja el Bilbao Athletic, y se marchó para fichar por el Córdoba C. F., de Segunda División B. En su primera temporada en el conjunto cordobés, queda en 9.ª posición en liga, con 35 puntos. Su debut oficial con la camiseta del córdoba, se produjo en la primera jornada de liga, el 6 de septiembre de 1992, en el Viejo Arcángel, frente al C. D. Maspalomas, entrando en el minuto 77 del partido. Su primer gol con la camiseta del Córdoba, lo marcó en la jornada catorce, en el Viejo Arcángel, el 8 de diciembre de 1992, frente al Real Jaén, club precisamente en el que recalará tras su marcha de Córdoba. En su primera temporada jugó un total de 34 partidos, sumando 2432 minutos jugados. Ya en su segunda temporada en las filas cordobesista, jugó 26 partidos de liga, consiguiendo anotar un gol. En liga el Córdoba, obtuvo la 7.ª posición con 44 puntos. Jugó su último partido con la camiseta del Córdoba, el 1 de mayo de 1994, en el Estadio La Rosaleda, frente al Málaga C. F., con el resultado final de empate a dos goles, jugando el partido completo.
Tras finalizar la temporada, recibió una oferta del Real Jaén. Con el club del Santo Reino, disputó 5 temporadas, con un ascenso a Segunda División, en la 1998 y un campeonato de liga del Grupo IV de Segunda División B. Su debut con la elástica blanca, tendrá lugar el 18 de septiembre de 1994, estrenando titularidad, en la tercera jornada de liga, en Macael, frente al C. D. Mármol Macael. En su primera temporada en el cuadro jaenero, obtendrá el 4.° puesto de la liga, con 47 puntos, disputando play-off de ascenso a 2.° A. También disputó Copa del Rey, haciendo su debut, el 28 de septiembre del 1994, en el La Rosaleda, con victoria 1-3, del Real Jaén, sobre el Málaga C. F., jugando los noventa minutos de partido. En su segunda temporada, se proclamó campeón del Grupo IV de 2.° B, con 77 puntos, siendo eliminado en la fase de ascenso a segunda. Esta temporada disputó 33 partidos de liga anotando un gol.
En su tercera temporada, queda en la 3.ª posición del grupo IV de 2.° B, con 66 puntos, esta temporada consiguió el Ascenso a Segunda División, en el partido disputado en Figueras frente al U. E. Figueres, 0-1. Somavilla disputó 32 partidos de liga y marcó un gol. Hizo su debut en Segunda División, con el Real Jaén, en la sexta jornada de liga, el 5 de octubre, de 1997, en el Viejo Estadio de la Victoria, frente al Deportivo Alavés, con empate a cero goles. En 2°A disputa 27 partidos de liga, quedando el club en vigésimo novena posición, con 45 puntos, sin poder evitar el descenso de nuevo a 2.° B. Pese al descenso del club continuó una temporada más vestido de blanco en Segunda B. En su última temporada, jugó un 35 partidos de liga anotando un gol. Jugó su último partido con el Real Jaén, en la última jornada de liga, frente al A. D. Ceuta.
Tras 5 temporadas defendiendo los colores de la entidad jiennense, ficha por el C. P. Granada 74, de la Tercera División. Hace su debut oficial con la entidad granadina, el 28 de agosto de 1999 en la primera jornada de liga, frente al Poli Ejido, con derrota 0-3. Con el cuadro nazarí, obtiene la sexta posición en liga, con 74 puntos. Su último partido con el 74, fue el 15 de mayo del 2000, frente al Juventud de Torremolinos.
Tras un solo año en Granada, fichó por el Écija Balompié de Segunda B. Hizo su debut oficial con la camiseta de Écija, el 10 de septiembre, del 2000, en la segunda jornada de liga, con derrota 1-0 ante la U. D. Melilla. En liga quedó 10.° clasificado con 46 puntos, su primer gol lo marcó en la octava jornada ante la U. D. Almería, 0-1. En su segunda temporada en el cuadro ecijano, queda en 9.ª posición, con 51 puntos, jugando 32 partidos y anotando un gol. Su último partido lo jugó el 10 de marzo del 2002, en la vigésimo octava jornada de liga, ante la Balompédica Linense, perdiendo 1-0.
Tras dejar el Écija, vuelve a la provincia de Jaén, para firmar por una temporada con el Úbeda C. F., del GrupoIX de Tercera División. En el club de los cerros, hace su debut oficial el 1 de septiembre del 2002 , ante el Guadix C. F., con derrota ubetense 5-2. Con el club ubetense juega 28 partidos de liga, anotado dos goles, en liga queda en 17.ª posición con 34 puntos, consiguiendo salvar la categoría. Jugó su último partido como futbolista profesional, con la camiseta del Úbeda, en la penúltima jornada de liga, en el Nuevo San Miguel, con victoria 2-0, sobre el Atlético Mancha Real, el 11 de mayo del 2003 . 
A lo largo de su trayectoria deportiva, ha compartido vestuario con futbolistas de la talla de: Julen Guerrero, Aitor Larrazabal, Antonio Rueda, Juan José Valencia, o Ángel Lekumberri o Mikel Roteta entre otros.
Tras colgar las botas en Úbeda, regresó a Jaén, e ingreso en el club como Delegado del equipo y ayudante de campo. Cuando llegó al club Juan Miguel Hitos, ascendió a la dirección técnica del club, con Santiago Llorente y años más tarde tras la marcha de Carlos Terrazas, asumió la Dirección Deportiva del Club. Actualmente trabaja para una empresa de asesoramiento para deportistas, llamada Podium&trade. Sus responsables son los exjugadores Xavier Escurza e Iosu Reta. Es especialista en dirección deportiva en la RFEF.

## Clubes
| Club             | País   | Año       |
| ---------------- | ------ | --------- |
| Bilbao Athletic  | España | 1988-1992 |
| Córdoba C. F.    | España | 1992-1994 |
| Real Jaén        | España | 1994-1999 |
| C. P. Granada 74 | España | 1999-2000 |
| Écija Balompié   | España | 2000-2002 |
| Úbeda C. F.      | España | 2002-2003 |

## Títulos
| Competición                  | Club            | Temporada |
| ---------------------------- | --------------- | --------- |
| Segunda División B de España | Bilbao Athletic | 1988-89   |
| Segunda División B de España | Real Jaén       | 1995-96   |